# Jack, der Aufreißer
Jack, der Aufreißer (Originaltitel: The Pick-Up Artist) ist ein US-amerikanischer Spielfilm vom James Toback mit Robert Downey Jr. und Molly Ringwald aus dem Jahr 1987.

## Handlung
Der Grundschullehrer Jack Jericho betätigt sich vor allem erfolgreich als Frauenheld in Manhattan. Als er Randy Jensen kennenlernt ist sie willens zu einem One-Night-Stand in seinem Auto, hat aber an einer längerfristigen Beziehung kein Interesse. Ihr alkoholkranker Vater hat nämlich erhebliche Schulden bei dem Mafioso Alonzo. Der Gangster würde dem Vater die Schulden erlassen, wenn Randy im Gegenzug mit einem Drogenboss aus Südamerika schläft. Als Jack hiervon erfährt begibt er sich auf die Suche durch die Straßenschluchten und das Nachtleben von New York City und Atlanta nach genügend Geld, um die Schulden zu begleichen und Randy zu gewinnen.

## Hintergrund
Jack Jericho war die erste Hauptrolle von Robert Downey Jr. Das Projekt war von Warren Beatty entwickelt worden und Beatty galt während der Dreharbeiten auch als der Filmproduzent. Im fertigen Abspann wurde diese Ehre dann aber seinem Cousin MacLeod zugestanden.

## Rezeption
In der zeitgenössischen Kritik meinte Variety, dass der Film solace eine annehmbar amüsante Komödie sei, als er dem Folge, was der Titel verspreche. Sobald der unverbesserliche Schürzenjäger ab an einem Girl hängen bleibe, bleibe James Tobacks Darstellung eines eingleisigen Geistes in unbequemer Handlungsmechanik hängen.
Der Filmdienst urteilte:

„Leichthändig inszenierte leise Komödie mit ernsthaftem Hintergrund, die das Thema der Verantwortung auf mehreren Ebenen reflektiert. Auch in den Nebenrollen ausgezeichnet besetzt.“

Die Redaktion von Cinema bezeichnete den Film als „Teenagerkomödie mit Starbesetzung“ und meinte: „Die seichte Komödie fordert dem Zuschauer nicht allzuviel ab, aber die gute Besetzung (in Nebenrollen auch Harvey Keitel) hilft auch über ein paar Durchhänger weg.“ Insgesamt wertete die Redaktion, dass rasante Darsteller die lahme Handlung retten würden.